# Peter Lerangis

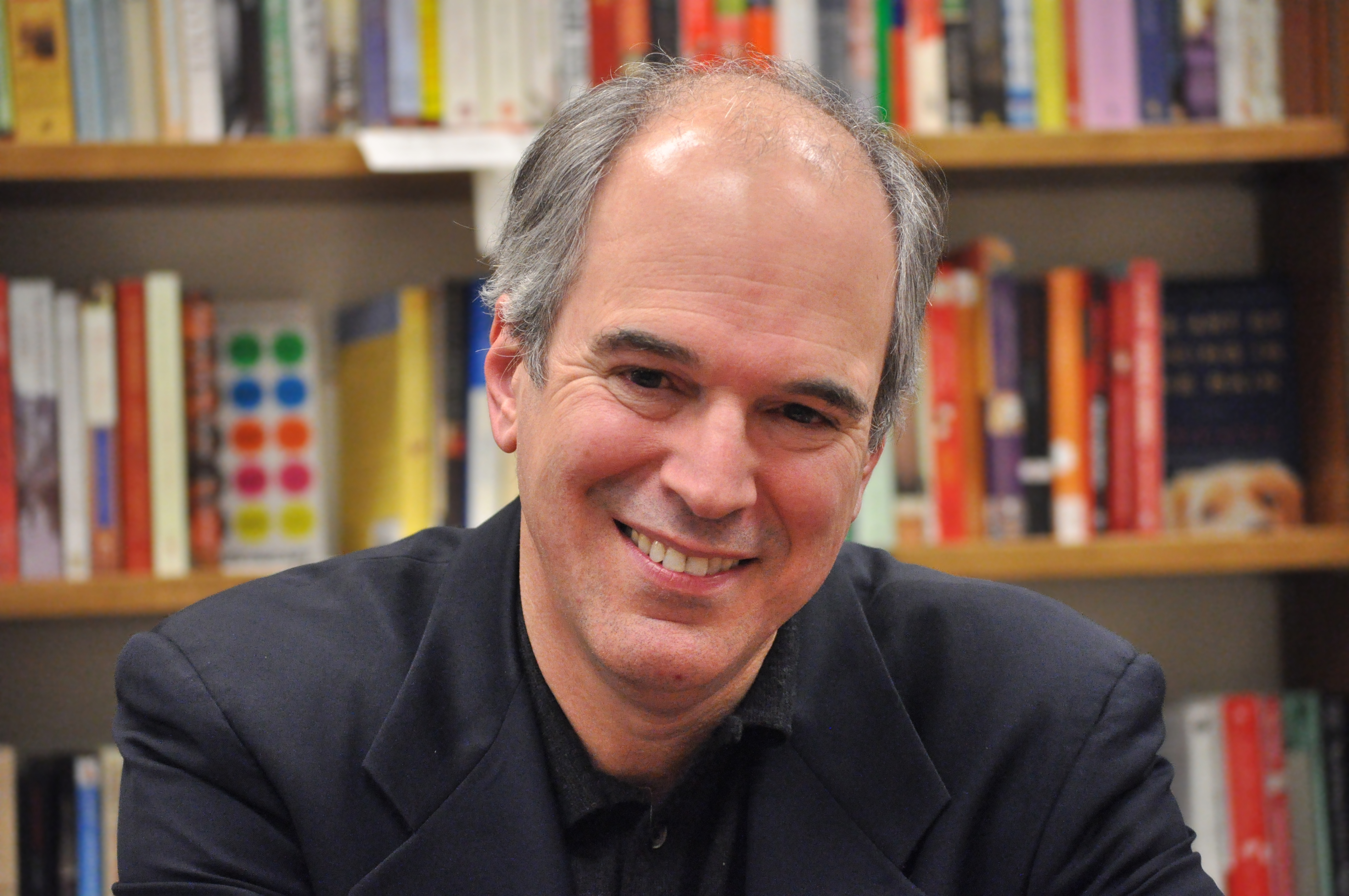
Peter Lerangis in Ballard, Seattle, Washington 2013

Peter Lerangis (* 1955 in Brooklyn, New York City) ist ein US-amerikanischer Schriftsteller und Theaterschauspieler. Einige Bücher verfasste er auch unter dem Anagramm A. L. Singer.

## Leben
Peter Lerangis wurde als Enkel griechischer Immigranten geboren und wuchs in Freeport, Long Island auf. Während der Schulzeit interessierte er sich für Theater und Journalismus, entschied sich jedoch nach eigenen Worten für einen „anständigeren“ Berufszweig. Er studierte an der Harvard University in Massachusetts Biochemie, um später als Mediziner zu arbeiten. Nach dem Abschluss des Studiums versuchte er sich erneut umzuorientieren und schrieb sich an einer Juristenschule ein. Auch dieses Vorhaben ließ er kurzfristig wieder fallen. Nach einer kurzen Tätigkeit als Kellner auf Nantucket begann er 1979 eine Karriere als Schauspieler im Theater und in Musicals auf dem Broadway.
Während seines Engagements an diversen Bühnen arbeitete Lerangis auch als Redakteur und entdeckte so sein Interesse am Schreiben wieder. Seit 1987 arbeitet er als freischaffender Schriftsteller. Er veröffentlichte diverse Kriminalromane und Thriller für Jugendliche. Lerangis verfasste 43 Bände der Serie Baby-Sitters Club und rief die Reihe Watchers ins Leben. Besonderen Erfolg hatte er mit Buchadaptionen von berühmten Filmen. So schrieb er die Bücher zu den Kinofilmen The Sixth Sense und Sleepy Hollow.
Durch den Autor William McCay erhielt er 1989 die Gelegenheit, eine Folge für die Jugendkrimiserie Crimebusters, einem Ableger von The Three Investigators (Die drei ???) zu schreiben. Das Buch mit dem Titel Foul Play (Gefahr im Verzug) wurde 1990 veröffentlicht. Eine zweite Folge (Brain Wash), die er für die Serie schrieb, blieb vorerst ein Manuskript, weil die Serie in den USA eingestellt wurde. Im April 2010 gab Lerangis auf seiner Internetseite bekannt, dass Brain Wash im Frühling 2011 in Deutschland veröffentlicht werde.
2003 war Peter Lerangis neben R. L. Stine und Marc Brown einer von drei Autoren, die auf Einladung des Weißen Hauses die USA beim 1. Russischen Buchfestival repräsentierten. 2006 gewann Lerangis mehrere Preise für sein Buch Smiler’s Bones.
Er lebt mit seiner Frau, der Musikerin Tina deVaron und den zwei gemeinsamen Kindern Nick und Joe in New York.

## Preise
- NYC Public Library Best Books for Teens 2006 für Smiler’s Bones
- Bank Street Best Books of 2006 für Smiler’s Bones

## Werke (Auszug)
- G. I. Joe – The Sultans Secret (1988)
- Foul Play (1990) (Die drei ??? – Gefahr im Verzug)
- Home Alone 2: Lost in New York (1992) (Kevin allein in New York)
- The Yearbook (1994)
- Driver’s Dead (1994)
- Spring Break (1996)
- Spring Fever (1996)
- Watchers. Last Stop (1998) (Watchers. Spurlos verschwunden)
- Watchers. Rewind (1998) (Watchers, Rewind, Adams letzte Chance)
- Watchers. ID (1999)
- Watchers. War (1999) (Watchers. Zwischen den Fronten)
- Watchers. Island (1999) (Watchers. Im Nebel verschollen)
- Watchers. Lab 6 (1999) (Watchers. Geheime Experimente)
- Sleepy Hollow (1999)
- The Road to Eldorado (2000)
- The Sixth Sense (2000)
- Journey to the Pole, Antarctica 1 (2000) (Antarktika. Am Rande der Welt)
- Escape from Disaster, Antarctica 2 (2000) (Antarktika. Gefangen im ewigen Eis)
- Smiler’s Bones (2005)
- Brain Wash (2011) (Die drei ??? – Gefangene Gedanken)
- Die 39 Zeichen Band 3 (Das Schwert der Samurai) und Band 7 (Die Spur des Zulu-Kriegers)

### Seven WondersBuchreihe
- Seven Wonders – Der Koloss erwacht (27. Oktober 2014); Original: The Colossus Rises (February 5, 2013)
- Seven Wonders – Die Bestie von Babylon (27. April 2015); Original: Lost in Babylon (October 29, 2013)
- Seven Wonders – Das Grabmal der Schatten (26. Oktober 2015); Original: The Tomb of Shadows (May 13, 2014)
- Seven Wonders – Der Fluch des Götter-Königs (24. Mai 2016); Original: The Curse of the King (March 3, 2015)
- Seven Wonders – Der letzte Kampf des Dämons (28. November 2016); Original: The Legend of the Rift (March 8, 2016)